# Castore (monte)
Il Castore (Castor in francese e in tedesco) alto 4.228 m è una montagna del massiccio del Monte Rosa, nelle Alpi Pennine, posto sul confine tra la Valle d'Aosta ed il Vallese.

## Caratteristiche
Si trova lungo lo spartiacque che dal Breithorn conduce verso la Punta Dufour. Più nel dettaglio è collocato tra il Polluce, dal quale è separato dal Passo di Verra (3.845 m) ed il Lyskamm Occidentale, dal quale è separato dal colle del Felik (4.061 m).
Per la sua conformazione prende il nome, assieme al monte Polluce, dai due gemelli della mitologia greca Castore e Polluce. Tale caratteristica è particolarmente visibile dal versante nord svizzero.

## Ascesa alla vetta
La prima ascensione fu compiuta il 23 agosto del 1861 da William Mathews e Frederick William Jacomb con la guida alpina Michel Croz.
La sua salita avviene abitualmente partendo dal rifugio Quintino Sella al Felik attraverso la cresta sudorientale lunga e stretta. Si tratta dapprima di salire il Ghiacciaio del Felik passando in fianco alla Punta Perazzi e poi arrivando al colle del Felik (4.061 m) il quale separa il monte Castore dal monte Lyskamm Occidentale. Dal colle inizia la cresta che conduce in vetta al monte.
Altra possibile salita inizia dal Rifugio Ottorino Mezzalama. Dal rifugio si risale il Grande Ghiacciaio di Verra fino al passo di Verra; di qui si sale il monte lungo il fianco ovest.
Un'altra via di ascensione può essere dal Rifugio Guide del Cervino, a Plateau Rosa. Raggiunto il rifugio in funivia da Cervinia, la mattina dopo si attraversa il Grande Ghiacciaio di Verra e si sale il Castore lungo la parete ovest.

## Galleria d'immagini

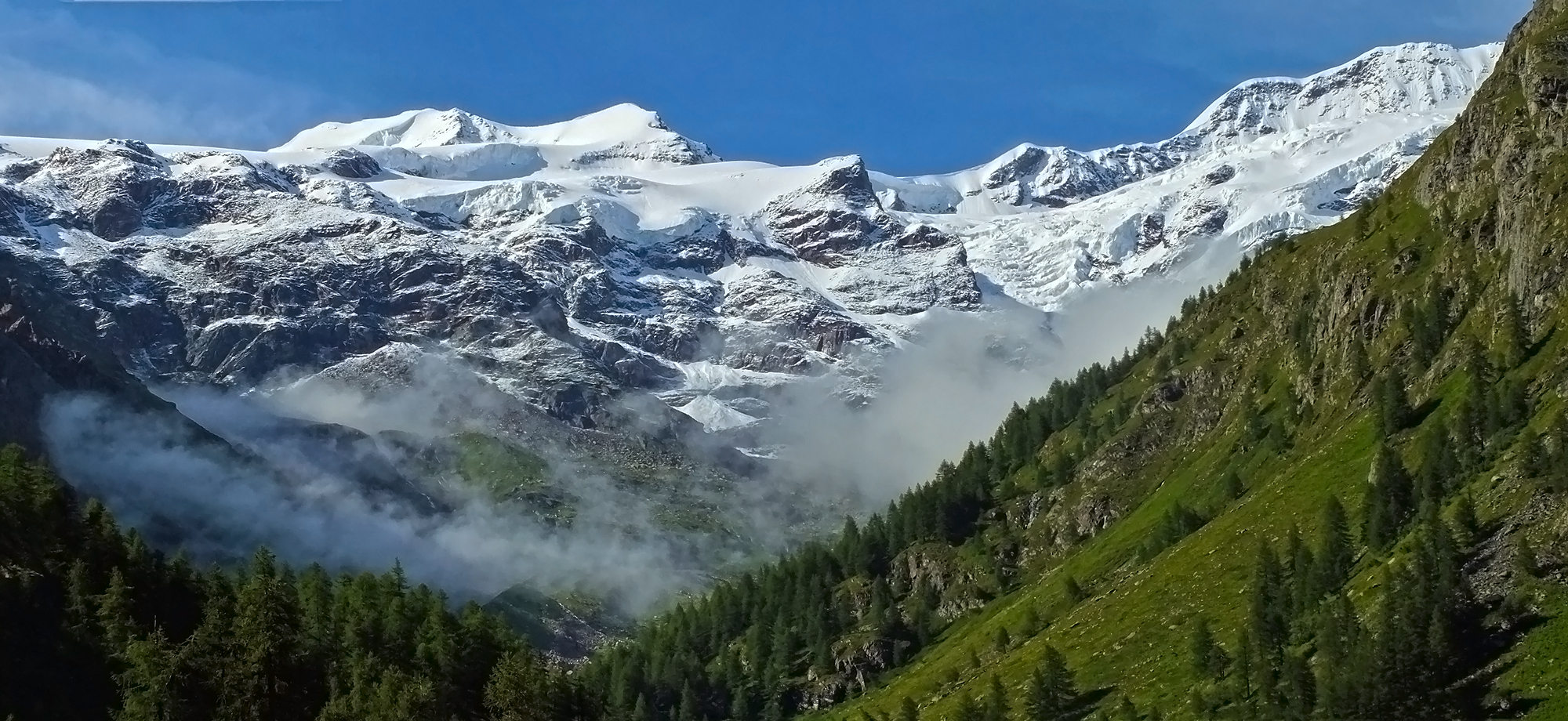
Castore e Lyskamm dalla valle di Gressoney
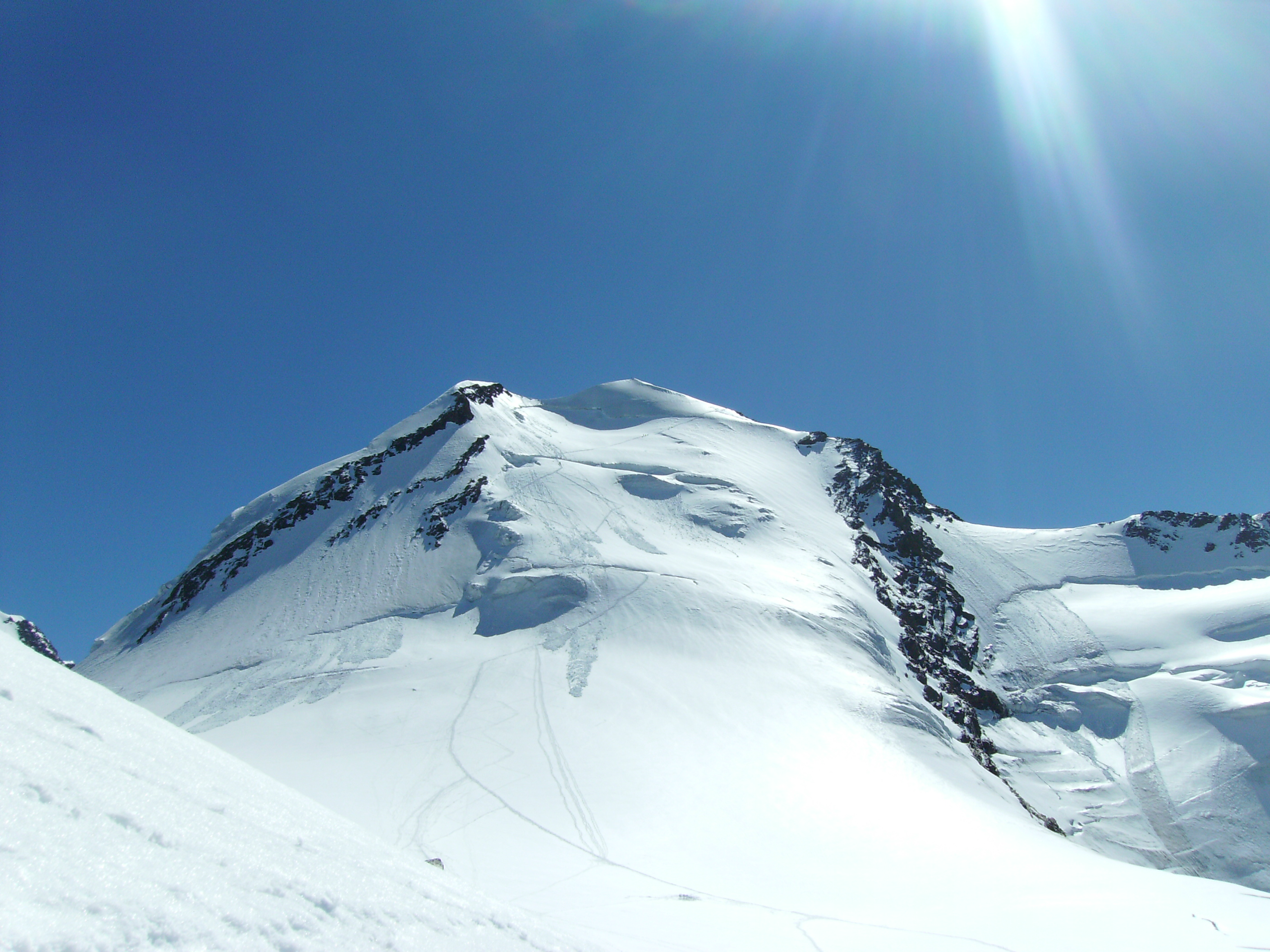
Il versante ovest del Castore
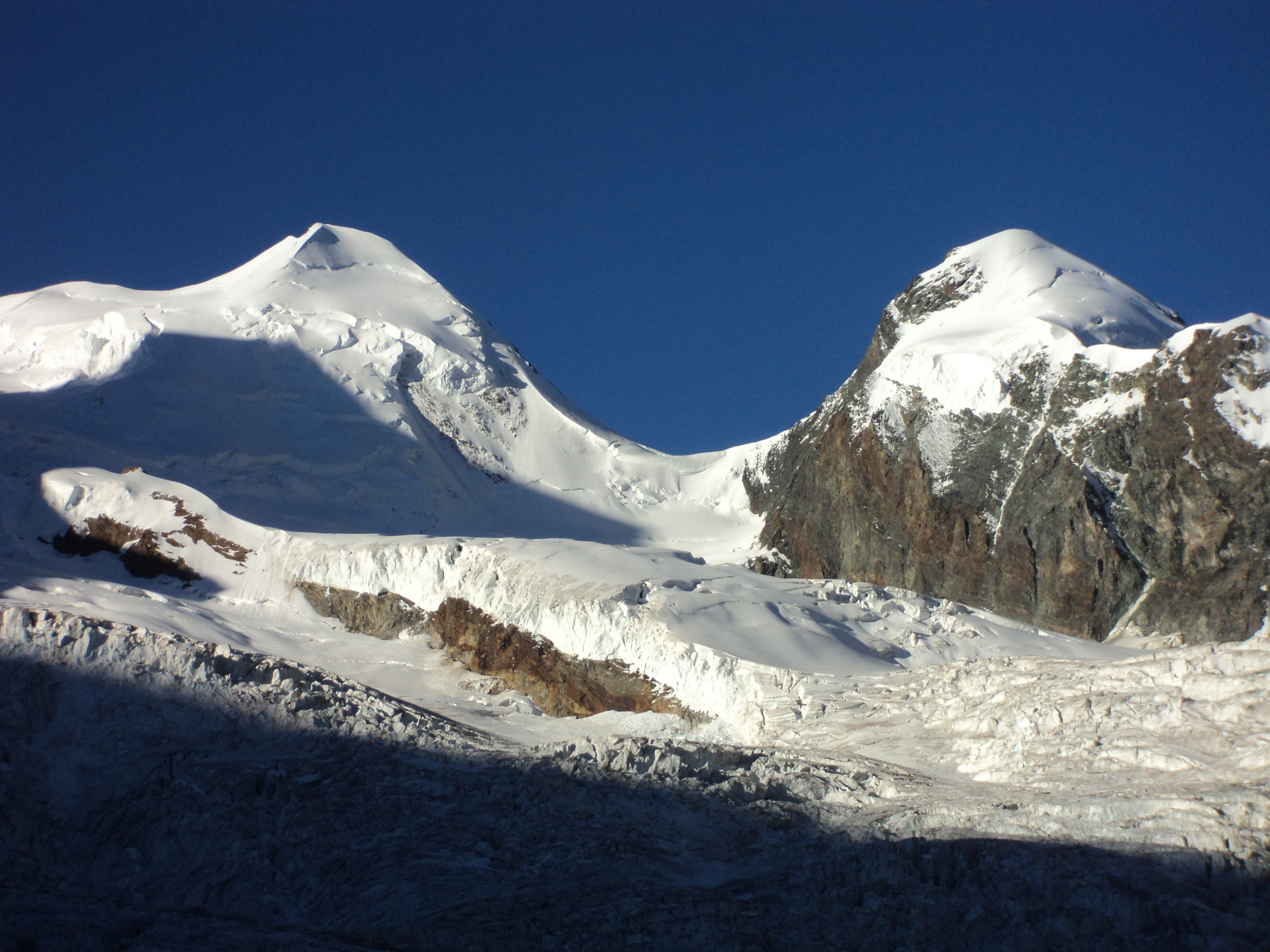
Il Castore (alla sinistra) ed il Polluce (alla destra) dal versante svizzero.
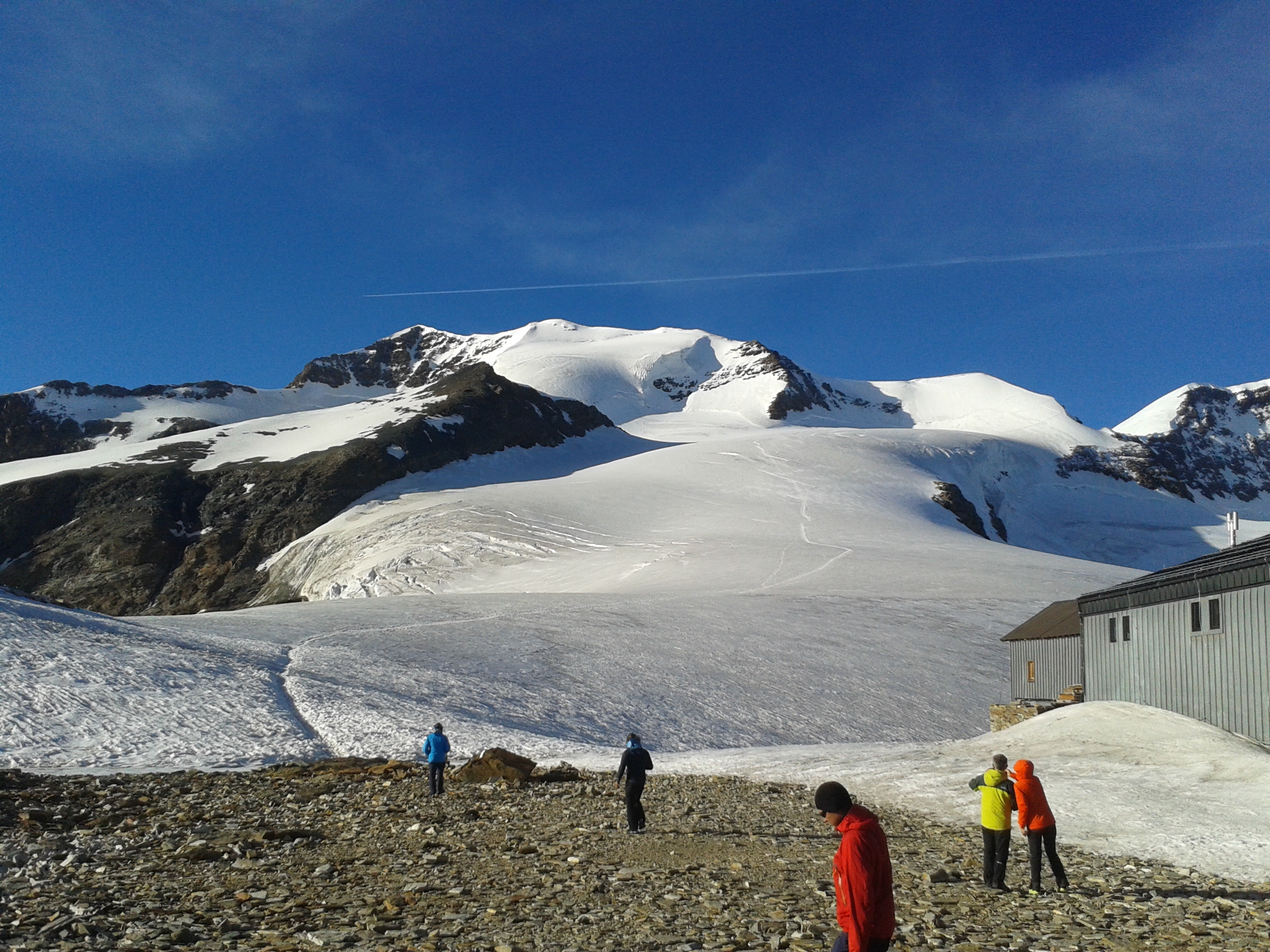
Via normale dal rifugio Quintino Sella
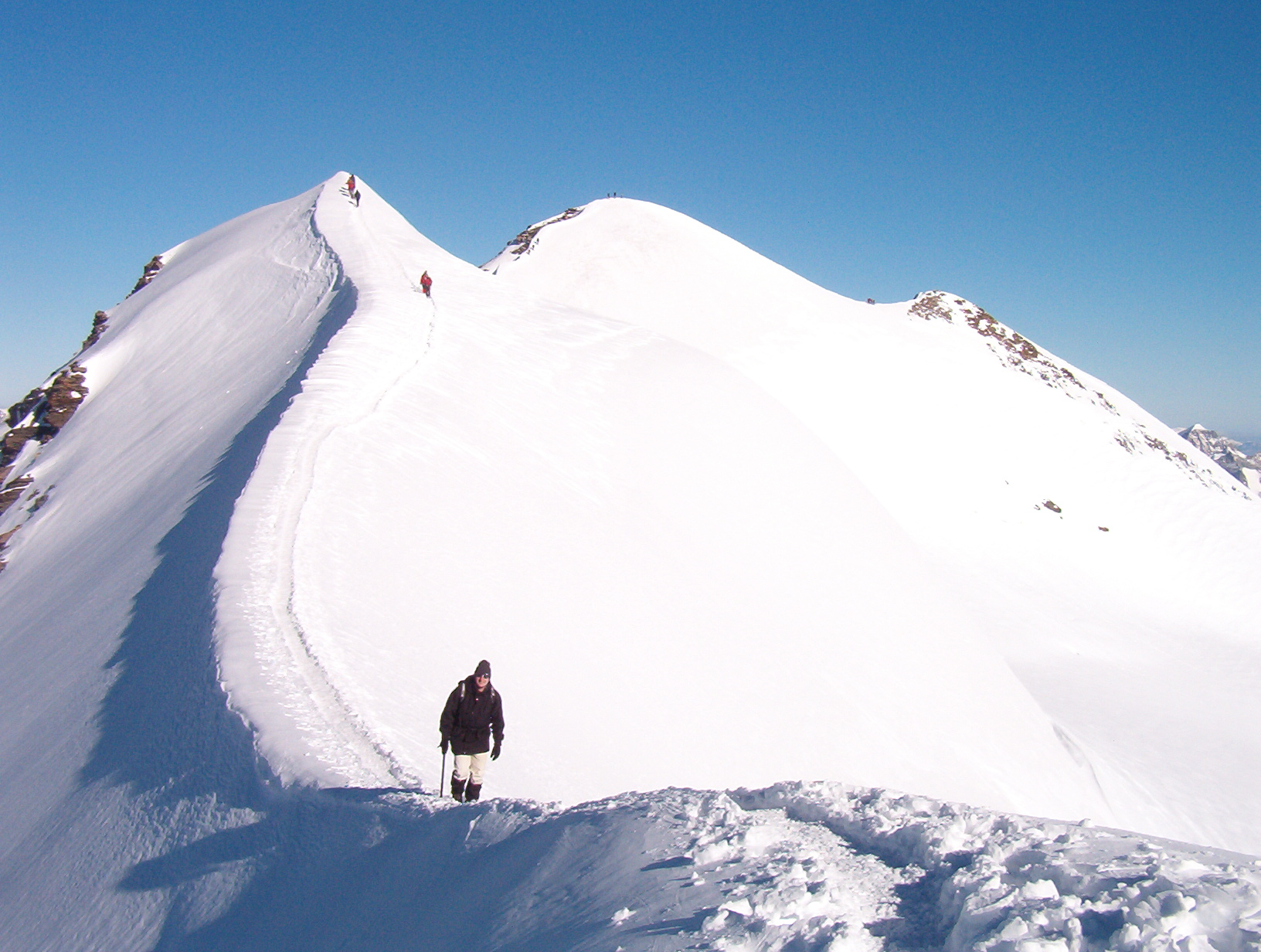
Via normale italiana
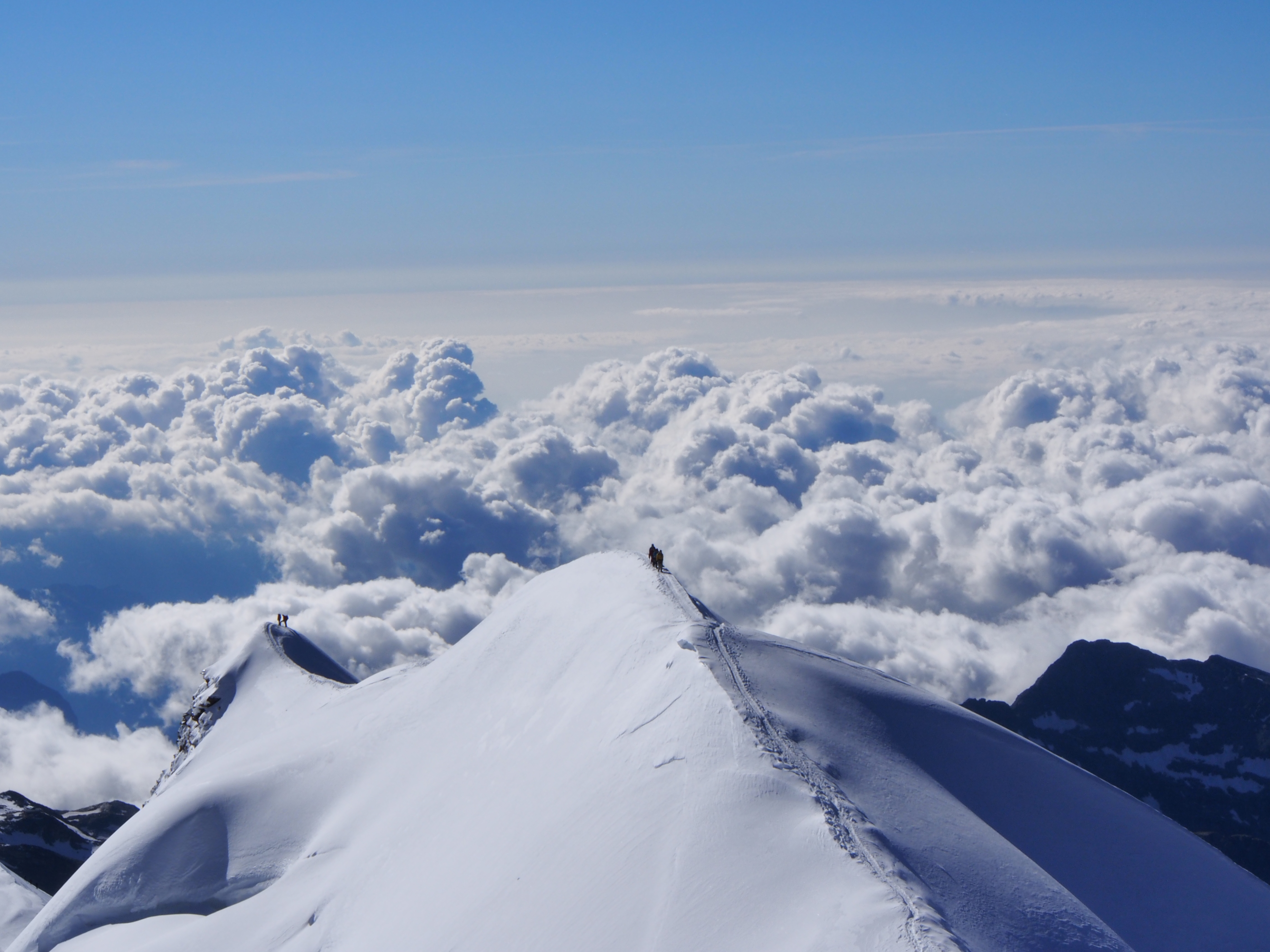
Cresta orientale, che sale dal colle del Felik